# 上地結衣
上地 結衣（かみじ ゆい、1994年4月24日 - ）は、日本の車いすテニス選手。三井住友銀行所属。2019年まではエイベックス・グループ・ホールディングス所属だった。
2014年に、女子車いすテニスダブルスで史上3組目となる年間グランドスラムを達成した。女子車いす史上6人目の生涯グランドスラム制覇であり、21歳135日での達成は、「女子車いすテニスにおける最年少での年間グランドスラム」という記録としてギネス世界記録に認定された。

## 経歴
1994年4月24日、兵庫県明石市出身。明石市立明石商業高等学校卒業。先天性の潜在性二分脊椎症で、元々は装具をつけて歩くことはできていたが、成長とともに歩行困難になった。
小学校4年の終わり頃から車いすバスケットボールを始め、そのメンバーの紹介により、11歳から車いすテニスを始める。
14歳の時、史上最年少で日本ランキング1位となった。
2008年、NEC全日本選抜車いすテニス選手権大会で初優勝し、2015年現在8連覇中。また、ピースカップでもシングルスで初優勝し、2011年から2014年までは3連覇した。
2012年、高校3年でロンドンパラリンピックに日本代表として参加し、シングルス・ダブルス（パートナーは堂森佳南子）ともにベスト8入賞した。それまでは大会後にテニスを辞めるつもりだったが、パラリンピックという世界最高峰の舞台に立ったことでテニスプレーヤーとして生きていくことを決断した。
2013年、NEC車いすテニスマスターズシングルスで、オランダの選手以外では初となる優勝。男子シングルスの国枝慎吾と史上初の日本人男女の優勝であった。
2014年全豪オープンダブルスでグランドスラム初優勝。全仏オープンではシングルス・ダブルス優勝。ウィンブルドン（ダブルスのみ開催）でダブルス優勝。グランドスラム3大会連続優勝を果たした（ダブルスのパートナーは、いずれもジョーダン・ホワイリーである）。全米オープンでもシングルス・ダブルスで優勝し、ダブルスで年間グランドスラムを達成。
2015年全豪オープンダブルスで2連覇を果たしたが、全仏オープンシングルスは準決勝でアニーク・ファン・コートの前に敗れた。ダブルスは決勝で敗れてグランドスラムダブルスの連続優勝は5でストップした。
2016年全豪オープンダブルスで3連覇。全仏オープンダブルスでは2年ぶりの優勝。ウィンブルドンダブルスで3連覇。リオデジャネイロパラリンピックでは、シングルスで同種目の日本初の銅メダルを獲得した。二條実穂と組んだダブルスでは3位決定戦で敗れ、メダル獲得とはならなかった。
2017年全豪オープンシングルスに第2シードで出場。決勝まで進み、第1シードのイスケ・フリフィウンをフルセットで下して初優勝を果たした。
2018年全豪オープンダブルスで2年ぶり4回目の優勝。
2019年4月、三井住友銀行と所属契約。
2020年全豪オープンシングルスで3年ぶり2回目の優勝、ダブルスで2年ぶり5回目の優勝を果たし、2冠を達成した。
2021年に東京パラリンピックに出場し、有明テニスの森公園で実施された車いすテニス競技にシングルス・ダブルスともに出場。9月3日のシングルスでは、決勝で第1シードのオランダのディーデ・デ・グロートに惜しくも敗れて銀メダルを獲得した。大谷桃子と出場したダブルスでは、9月4日の3位決定戦で中国ペアに勝利して銅メダルを獲得した。シングルス・ダブルスともに、パラリンピックの車いすテニス女子での日本人選手のメダル獲得は初であった。
2024年には、パリパラリンピックの女子ダブルスに田中愛美と出場し、9月5日の決勝戦でオランダペア（ディーデ・デ・グロート、アニク・ファン クート）に勝利して金メダルを獲得した。車いすテニスが正式競技となった1992年バルセロナパラリンピックから8連覇しているオランダに勝利しての優勝という快挙だった。翌日の9月6日には、女子シングルスの決勝戦で前回大会の決勝戦と同じ相手であるオランダのディーデ・デ・グロートに雪辱の勝利を収め、車いすテニス女子シングルスで日本初の金メダルを獲得するとともに単複2冠を達成した。
2025年、全豪オープンで５年ぶりのシングルス優勝。全仏ではシングルス、ダブルスともに制し、単複優勝となった。

## 成績
略語の説明
| W | F | SF | QF | #R | RR | Q# | LQ | A | Z# | PO | G | S | B | NMS | P | NH |

W=優勝, F=準優勝, SF=ベスト4, QF=ベスト8, #R=#回戦敗退, RR=ラウンドロビン敗退, Q#=予選#回戦敗退, LQ=予選敗退, A=大会不参加, Z#=デビスカップ/BJKカップ地域ゾーン, PO=デビスカップ/BJKカッププレーオフ, G=オリンピック金メダル, S=オリンピック銀メダル, B=オリンピック銅メダル, NMS=マスターズシリーズから降格, P=開催延期, NH=開催なし.

### シングルス

#### グランドスラム
| 大会           | 2012 | 2013 | 2014 | 2015 | 2016 | 2017 | 2018 | 2019 | 2020 | 2021 | 2022 | 2023 | 2024 | 2025 |
| -------------- | ---- | ---- | ---- | ---- | ---- | ---- | ---- | ---- | ---- | ---- | ---- | ---- | ---- | ---- |
| 全豪オープン   | QF   | A    | F    | F    | SF   | W    | F    | F    | W    | F    | QF   | F    | F    | W    |
| 全仏オープン   | QF   | A    | W    | SF   | SF   | W    | W    | F    | W    | F    | F    | F    | QF   | W    |
| ウィンブルドン | NH   | NH   | NH   | NH   | QF   | SF   | SF   | SF   | NH   | QF   | F    | SF   | SF   |      |
| 全米オープン   | NH   | SF   | W    | F    | NH   | W    | SF   | F    | F    | F    | F    | F    | NH   |      |

#### 他大会
- ロンドンパラリンピック ベスト8（2012）
- リオデジャネイロパラリンピック 銅メダル（2016）
- 東京パラリンピック 銀メダル（2021）
- パリパラリンピック 金メダル（2024）
- アジアパラ競技大会 銅メダル（2014）
- ワールドチームカップ 3位（2014）

- 大阪オープン 優勝（2011）
- 釜山オープン 優勝（2011）
- 大邱オープン 優勝（2011）
- NEC全日本選抜車いすテニス選手権大会 優勝（2008-2017）
- ダンロップ神戸オープン 優勝（2010-2017）
- ジャパン・オープン 優勝（2013-2017）

### ダブルス

#### グランドスラム
| 大会           | 2012 | 2013 | 2014 | 2015 | 2016 | 2017 | 2018 | 2019 | 2020 | 2021 | 2022 | 2023 | 2024 | 2025 |
| -------------- | ---- | ---- | ---- | ---- | ---- | ---- | ---- | ---- | ---- | ---- | ---- | ---- | ---- | ---- |
| 全豪オープン   | SF   | A    | W    | W    | W    | F    | W    | SF   | W    | SF   | F    | F    | F    | SF   |
| 全仏オープン   | F    | A    | W    | F    | W    | W    | F    | SF   | F    | F    | F    | W    | F    | W    |
| ウィンブルドン | A    | F    | W    | W    | W    | W    | W    | SF   | NH   | W    | W    | F    | W    |      |
| 全米オープン   | NH   | F    | W    | QF   | NH   | SF   | W    | SF   | W    | F    | F    | W    | NH   |      |

#### 他大会
- ロンドンパラリンピック ベスト8（2012）
- リオデジャネイロパラリンピック ベスト4（2016）
- 東京パラリンピック 銅メダル（2021）
- パリパラリンピック 金メダル（2024）
- アジアパラ競技大会 銀メダル(2014)
- ダンロップ神戸オープン 優勝（2010-2012,2015-2017）
- ジャパン・オープン 優勝（2011,2013,2015-2017）
- 大邱オープン 優勝（2011）

## 受賞
- 報知プロスポーツ大賞 特別賞（2016年）
- 毎日スポーツ人賞 ベストアスリート賞（2017年）
- 紫綬褒章（2024年）

## 出演

### CM
- 三井住友銀行（2016年）[17]
- JXTGエネルギー（2018年）[18]